# 사이보그 캅 2
《사이보그 캅 2》(Cyborg Cop II)는 미국에서 제작된 샘 퍼스텐버그 감독의 1994년 SF, 액션 영화이다. 1993년 영화 사이보그 캅의 후속 작품이며 데이빗 브래들리 등이 주연으로 출연하였고 대니 레너 등이 제작에 참여하였다.

## 출연

### 주연
- 데이빗 브래들리
- 모건 헌터

### 조연
- 질 피어스
- 더글러스 브리스토
- 데일 커츠

## 기타
- 라인프로듀서: 브리지드 올렌
- 협력프로듀서: 제프 앨버트
- 의상: 다이아나 실리어스